# Momoko Tanaka
Momoko Tanaka (en japonés: 田中桃子; Prefectura de Nagano, Japón; 17 de marzo de 2000) es una futbolista japonesa. Juega de guardameta y su equipo actual es el Tokyo Verdy Beleza de la WE League. Es internacional absoluta por la selección de Japón desde 2021.

## Trayectoria
Tanaka debutó a nivel adulto el 12 de septiembre de 2021 con el Tokyo Verdy Beleza en la WE League.

## Selección nacional
A nivel juvenil, disputó la Copa Mundial Sub-17 de 2016, donde Japón llegó a final. Además, ganó el Campeonato Sub-19 de la AFC de 2019. 
Debutó por la selección de Japón el 21 de noviembre de 2021 ante Países Bajos por un amistoso.
Fue citada a la Copa Mundial de 2023.

### Participaciones en copas del mundo
| Copa                 | Sede                    | Resultado    |
| -------------------- | ----------------------- | ------------ |
| Copa Mundial de 2023 | Australia Nueva Zelanda | Por disputar |

### Participaciones en copas continentales
| Copa                            | Sede  | Resultado   |
| ------------------------------- | ----- | ----------- |
| Copa Asiática de la AFC de 2022 | India | Semifinales |

## Clubes
| Club               | País  | Año           |
| ------------------ | ----- | ------------- |
| Tokyo Verdy Beleza | Japón | 2021-presente |

## Palmarés

### Títulos nacionales
| Título                | Club               | País  | Año     |
| --------------------- | ------------------ | ----- | ------- |
| Copa de la Emperatriz | Tokyo Verdy Beleza | Japón | 2022-23 |

### Títulos internacionales
| Título                               | Equipo                    | Sede      | Año  |
| ------------------------------------ | ------------------------- | --------- | ---- |
| Campeonato Sub-19 femenino de la AFC | Selección sub-20 de Japón | Tailandia | 2019 |